# Tomáš Jeřábek (herec)
Tomáš Jeřábek (* 24. září 1974 Kolín) je český herec, komik a moderátor.

## Život
Studoval Katedru alternativního a loutkového divadla DAMU, kterou nedokončil. Absolvoval učební obor strojní zámečník. S divadlem začínal v kolínském neprofesionálním divadle IGDYŽ. V současné době je v angažmá v Dejvickém divadle a hostuje i v jiných divadelních projektech. V Národním divadle hostoval ve Šrámkových Zvonech (rež. J. A. Pitínský) a v představeních Kvartýr a Enron. Často spolupracuje s Divadlem Letí či s režisérem a dramatikem Miroslavem Bambuškem a jeho občanským sdružením Mezery.
Je hercem a jednou z kmenových autorských tvůrčích osobností divadla Vosto5, které patří mezi jeho hlavní aktivity. Soubor se věnuje široké škále autorského divadla, od improvizace přes fixované jevištní tvary až po site specific. Dříve v reklamě na Air Bank ztvárnil roli bankéře z tradiční banky. Vystupuje také v dětském naučném pořadu DějePIC! (2017) jako moderátor a komik.
Od září 2017 je členem souboru Dejvického divadla.

## Divadelní role, výběr
- 2011–2016: Pérák, Emanuel Moravec, Divadlo VOSTO5, režie Jiří Havelka
- 2013 Slzy ošlehaných mužů, Emerich Rath, Divadlo VOSTO5, režie Ondřej Cihlář
- 2013 Lucy Prebble: Enron, Makléř, Nová scéna ND, režie Michal Dočekal
- 2013–2015 Johannes Urzidil: Kvartýr, Tajnej, Nová scéna ND, režie David Jařab

### Dejvické divadlo
- 2017 Jevgenij Dorn – Anton Pavlovič Čechov: Racek, od sezóny 2017/2018, alternace s Hynkem Čermákem[2]
- 2017 herec – Jiří Havelka a DD: Vražda krále Gonzaga[3]
- 2018 Tomino Kuzenda, Spasitel, Policajt, Biskup, Papež, Člověk, jako takový – Karel Čapek, Egon Tobiáš a kol.: Absolutno : Kabaret o konci světa[4]
- 2020 BOSS – Friedrich Dürrenmatt: Komplic
- 2021 Jindřich – Daniel Majling: Vina?
- 2022 Hastings – William Shakespeare: Richard III.
- 2022 Tom – Petr Zelenka: Fifty
- 2024 Berija – Fabien Nury, Thierry Robin: Ztratili jsme Stalina

## Filmové a seriálové role, výběr
- 2004 Román pro ženy
- 2006 Poslední prázdniny
- 2007 Tři srdce (TV film)
- 2008 Děti noci
- 2010 Zázraky života (TV seriál)
- 2011 Čapkovy kapsy (TV seriál)
- 2012 Základka (TV seriál)
- 2013 Klukovina (TV film)
- 2013 Nevinné lži (TV seriál)
- 2013 PanMáma (TV seriál)
- 2013 Rozkoš
- 2013 Sanitka 2 (TV seriál)
- 2014 Rapl (TV seriál)
- 2014 Clona (TV seriál)
- 2014 Zakázané uvolnění
- 2015 Gangster Ka, Gangster Ka: Afričan
- 2015–2016 Doktor Martin (šílený strážce CHKO Beskydy Radek Horák)
- 2018 Záhada v Beskydech (šílený strážce CHKO Beskydy Radek Horák)
- 2019 Strážmistr Topinka (šílený strážce CHKO Beskydy Radek Horák)
- 2020 Šarlatán
- 2023 Jedna rodina (TV seriál)
- 2023 Volha (TV seriál)
- 2024 Prázdniny s Broučkem
- 2024 Zahradníkův rok
- 2025 Na plech